# 18. ceremonia wręczenia Orłów
18. ceremonia wręczenia Orłów za rok 2015 odbyła się 7 marca 2016 roku.
Ogłoszenie nominacji nastąpiło 4 lutego 2016 roku. Polskie Nagrody Filmowe zostały wręczone w 19 kategoriach.

## Laureaci i nominowani
Laureaci nagród są wyróżnieni wytłuszczeniem

### Najlepszy film
- Małgorzata Szumowska – Body/Ciało
  - Janusz Majewski – Excentrycy, czyli po słonecznej stronie ulicy
  - Kinga Dębska – Moje córki krowy

### Najlepszy film europejski
(Kraj produkcji • Reżyser – Film)
- • Paolo Sorrentino – Młodość
  -      • Roy Andersson – Gołąb przysiadł na gałęzi i rozmyśla o istnieniu
  -    • Mike Leigh – Pan Turner

### Najlepszy film dokumentalny
- Kinga Dębska, Maria Konwicka – Aktorka
  - Aneta Kopacz – Joanna
  - Sławomir Grünberg – Karski i władcy ludzkości
  - Hanna Polak – Nadejdą lepsze czasy
  - Vita Maria Drygas – Piano

### Najlepszy filmowy serial fabularny
- Jacek Filipiak, Maciej Pieprzyca – Prokurator
  - Wojciech Adamczyk – Dziewczyny ze Lwowa
  - Patryk Vega – Służby specjalne

### Najlepsza reżyseria
- Małgorzata Szumowska – Body/Ciało
  - Jerzy Skolimowski – 11 minut
  - Magnus von Horn – Intruz

### Najlepszy scenariusz
- Kinga Dębska – Moje córki krowy
  - Jerzy Skolimowski – 11 minut
  - Michał Englert, Małgorzata Szumowska – Body/Ciało

### Najlepsza główna rola kobieca
- Maja Ostaszewska – Body/Ciało
  - Agata Kulesza – Moje córki krowy
  - Gabriela Muskała – Moje córki krowy

### Najlepsza główna rola męska
- Janusz Gajos – Body/Ciało
  - Maciej Stuhr – Excentrycy, czyli po słonecznej stronie ulicy
  - Marian Dziędziel – Moje córki krowy

### Najlepsza drugoplanowa rola kobieca
- Anna Dymna – Excentrycy, czyli po słonecznej stronie ulicy
  - Ewa Dałkowska – Body/Ciało
  - Kinga Preis – Córki dancingu

### Najlepsza drugoplanowa rola męska
- Wojciech Pszoniak – Excentrycy, czyli po słonecznej stronie ulicy
  - Adam Woronowicz – Demon
  - Marcin Dorociński – Moje córki krowy

### Najlepsze zdjęcia
- Arkadiusz Tomiak – Karbala
  - Arkadiusz Tomiak – Fotograf
  - Marcin Koszałka – Czerwony pająk
  - Michał Englert – Body/Ciało

### Najlepsza muzyka
- Wojciech Karolak – Excentrycy, czyli po słonecznej stronie ulicy
  - Maciej Zieliński – Fotograf
  - Paweł Mykietyn – 11 minut

### Najlepsza scenografia
- Jagna Janicka – Hiszpanka
  - Andrzej Haliński – Excentrycy, czyli po słonecznej stronie ulicy
  - Marek Warszewski – Karbala

### Najlepsze kostiumy
- Dorota Roqueplo, Andrzej Szenajch – Hiszpanka
  - Magdalena Biedrzycka – Czerwony pająk
  - Małgorzata Zacharska – Panie Dulskie

### Najlepszy montaż
- Agnieszka Glińska – 11 minut
  - Bartosz Karczyński – Moje córki krowy
  - Michał Czarnecki – Karbala

### Najlepszy dźwięk
- Krzysztof Jastrząb, Mateusz Irisik – Excentrycy, czyli po słonecznej stronie ulicy
  - Marcin Kasiński, Kacper Habisiak, Marcin Jachyra – Body/Ciało
  - Marek Wronko – Panie Dulskie
  - Maria Chilarecka, Marcin Lenarczyk – Córki dancingu

### Odkrycie roku
- Agnieszka Smoczyńska – Córki dancingu (Reżyseria)
  - Justyna Suwała − Body/Ciało (Rola kobieca)
  - Magnus von Horn – Intruz (Reżyseria)

### Nagroda za osiągnięcia życia
- Janusz Gajos

### Nagroda publiczności
- Kinga Dębska – Moje córki krowy

## Podsumowanie liczby nominacji
(Ograniczenie do dwóch nominacji)

9: Body/Ciało
7: Excentrycy, czyli po słonecznej stronie ulicy, Moje córki krowy
4: 11 minut
3: Córki dancingu, Karbala
2: Czerwony pająk, Demon, Fotograf, Hiszpanka, Panie Dulskie

## Podsumowanie liczby nagród
(Ograniczenie do dwóch nominacji)

4: Body/Ciało, Excentrycy, czyli po słonecznej stronie ulicy
2: Hiszpanka, Moje córki krowy